# Campionati del mondo di atletica leggera 2013 - 400 metri piani femminili
La gara dei 400 metri piani femminili si è svolta tra sabato 10 agosto e martedì 12 agosto 2013.

## Podio
| Pos.    | Atleta              | Nazionalità | Tempo |
| ------- | ------------------- | ----------- | ----- |
| Oro     | Christine Ohuruogu  | Regno Unito | 49"41 |
| Argento | Amantle Montsho     | Botswana    | 49"41 |
| Bronzo  | Stephenie McPherson | Giamaica    | 49"99 |

## Situazione pre-gara

### Record
Prima di questa competizione, il record del mondo (WR) e il record dei campionati (CR) erano i seguenti.
| Record                | Prestazione | Atleta                               | Data                               | Competizione                             |
| --------------------- | ----------- | ------------------------------------ | ---------------------------------- | ---------------------------------------- |
| Record mondiale       | 47"60       | Marita Koch Germania Est             | 6 ottobre 1985 Canberra, Australia | Coppa del mondo di atletica leggera 1985 |
| Record dei campionati | 47"99       | Jarmila Kratochvílová Cecoslovacchia | 10 agosto 1983 Helsinki, Finlandia | Campionati del mondo 1983                |

### Campioni in carica
I campioni in carica, a livello mondiale e continentale, erano:
| Campione | Atleta                          | Prestazione | Data                                | Competizione               |
| -------- | ------------------------------- | ----------- | ----------------------------------- | -------------------------- |
| Olimpico | Sanya Richards-Ross Stati Uniti | 49"55       | 5 agosto 2012 Londra, Regno Unito   | Giochi della XXX Olimpiade |
| Mondiale | Amantle Montsho Botswana        | 49"56       | 29 agosto 2011 Taegu, Corea del Sud | Campionati del mondo 2011  |
| Europeo  | Moa Hjelmer Svezia              | 51"13       | 29 giugno 2012 Helsinki, Finlandia  | Campionati europei 2012    |

### La stagione
Prima di questa gara, gli atleti con le migliori tre prestazioni dell'anno erano:
| Pos. | Atleta                     | Prestazione | Data                                            |
| ---- | -------------------------- | ----------- | ----------------------------------------------- |
| 1    | Amantle Montsho Botswana   | 49"33       | 19 luglio 2013 Montecarlo, Principato di Monaco |
| 2    | Antonina Krivošapka Russia | 49"57       | 15 luglio 2013 Mosca, Russia                    |
| 3    | Ksenija Ryžova Russia      | 49"80       | 24 giugno 2013 Čeboksary, Russia                |

## Risultati
| LEGENDA: | NR | Record Nazionale | PB | Primato personale | SB | Primato stagionale |

### Batterie
Qualificazione: i primi quattro di ogni serie (Q) e i quattro tempi migliori tra gli esclusi (q) si qualificano alle semifinali.
| Pos. | Batteria | Corsia | Nome                   | Nazionalità               | Tempo | Note  |
| ---- | -------- | ------ | ---------------------- | ------------------------- | ----- | ----- |
| 1    | 2        | 6      | Christine Ohuruogu     | Regno Unito               | 50.20 | Q     |
| 2    | 3        | 7      | Francena McCorory      | Stati Uniti               | 50.56 | Q     |
| 3    | 2        | 3      | Natasha Hastings       | Stati Uniti               | 50.64 | Q     |
| 4    | 4        | 5      | Ksenija Ryžova         | Russia                    | 50.69 | Q     |
| 5    | 5        | 5      | Amantle Montsho        | Botswana                  | 50.75 | Q     |
| 6    | 4        | 2      | Novlene Williams-Mills | Giamaica                  | 50.83 | Q     |
| 7    | 3        | 4      | Stephenie McPherson    | Giamaica                  | 50.98 | Q     |
| 8    | 5        | 2      | Regina George          | Nigeria                   | 51.01 | Q     |
| 9    | 4        | 3      | Natalija Pyhyda        | Ucraina                   | 51.17 | Q, SB |
| 10   | 1        | 3      | Antonina Krivošapka    | Russia                    | 51.27 | Q     |
| 11   | 3        | 2      | Libania Grenot         | Italia                    | 51.43 | Q, SB |
| 12   | 1        | 5      | Ashley Spencer         | Stati Uniti               | 51.48 | Q     |
| 13   | 4        | 6      | Bianca Răzor           | Romania                   | 51.51 | Q, PB |
| 14   | 1        | 4      | Kineke Alexander       | Saint Vincent e Grenadine | 51.62 | Q, SB |
| 15   | 3        | 8      | Floria Guei            | Francia                   | 51.75 | Q     |
| 16   | 2        | 1      | Marie Gayot            | Francia                   | 51.83 | Q     |
| 17   | 1        | 6      | Omolara Omotoso        | Niger                     | 51.98 | Q     |
| 18   | 4        | 4      | Tjipekapora Herunga    | Namibia                   | 52.01 | q, SB |
| 19   | 4        | 8      | Chiara Bazzoni         | Italia                    | 52.14 | q     |
| 20   | 4        | 7      | Esther Cremer          | Germania                  | 52.17 | q     |
| 21   | 5        | 6      | Patricia Hall          | Giamaica                  | 52.20 | Q     |
| 22   | 2        | 2      | Amy Mbacké Thiam       | Senegal                   | 52.24 | Q     |
| 23   | 1        | 8      | Agne Šerkšnienė        | Lituania                  | 52.28 | q, PB |
| 24   | 2        | 4      | Moa Hjelmer            | Svezia                    | 52.39 |       |
| 25   | 5        | 7      | Aauri Bokesa           | Spagna                    | 52.44 | Q     |
| 26   | 1        | 7      | Olesea Cojuhari        | Moldavia                  | 52.45 |       |
| 27   | 5        | 4      | Jennifer Carey         | Irlanda                   | 52.62 |       |
| 28   | 5        | 8      | Caitlin Sargent        | Australia                 | 52.63 |       |
| 29   | 2        | 8      | Joelma Sousa           | Brasile                   | 53.01 |       |
| 30   | 3        | 5      | Alicia Brown           | Canada                    | 53.26 |       |
| 31   | 1        | 2      | Kadecia Baird          | Guyana                    | 53.73 |       |
| 32   | 3        | 6      | Zhao Yanmin            | Cina                      | 54.03 |       |
| 33   | 2        | 7      | Gretta Taslakian       | Libano                    | 54.56 |       |
| 34   | 3        | 3      | Sade Sealy             | Barbados                  | 55.45 |       |
| 35   | 2        | 5      | Phumlile Ndzinisa      | eSwatini                  | 56.36 |       |
|      | 5        | 3      | Maureen Jelagat Maiyo  | Kenya                     | DQ    |       |

### Semifinale
Qualificazione: i primi due di ogni serie (Q) e i due tempi migliori tra gli esclusi (q) si qualificano alla finale.
| Pos. | Batteria | Corsia | Nome                   | Nazionalità               | Tempo | Note  |
| ---- | -------- | ------ | ---------------------- | ------------------------- | ----- | ----- |
| 1    | 1        | 5      | Amantle Montsho        | Botswana                  | 49.56 | Q     |
| 2    | 2        | 4      | Christine Ohuruogu     | Regno Unito               | 49.75 | Q, SB |
| 3    | 3        | 5      | Francena McCorory      | Stati Uniti               | 49.86 | Q, PB |
| 4    | 2        | 5      | Natasha Hastings       | Stati Uniti               | 49.94 | Q, SB |
| 5    | 3        | 4      | Antonina Krivošapka    | Russia                    | 49.99 | Q     |
| 5    | 3        | 3      | Stephenie McPherson    | Giamaica                  | 49.99 | q     |
| 7    | 2        | 6      | Novlene Williams-Mills | Giamaica                  | 50.34 | q     |
| 8    | 2        | 3      | Libania Grenot         | Italia                    | 50.47 | SB    |
| 9    | 1        | 3      | Ksenija Ryžova         | Russia                    | 50.48 | Q     |
| 10   | 1        | 6      | Regina George          | Nigeria                   | 50.84 | PB    |
| 11   | 3        | 6      | Natalija Pyhyda        | Ucraina                   | 51.02 | PB    |
| 12   | 2        | 7      | Floria Guei            | Francia                   | 51.42 | PB    |
| 13   | 1        | 7      | Bianca Răzor           | Romania                   | 51.49 | PB    |
| 14   | 3        | 7      | Marie Gayot            | Francia                   | 51.54 | PB    |
| 15   | 2        | 8      | Kineke Alexander       | Saint Vincent e Grenadine | 51.64 |       |
| 16   | 1        | 4      | Ashley Spencer         | Stati Uniti               | 51.80 |       |
| 17   | 3        | 1      | Aauri Bokesa           | Spagna                    | 51.94 |       |
| 18   | 1        | 2      | Chiara Bazzoni         | Italia                    | 52.11 |       |
| 19   | 1        | 1      | Tjipekapora Herunga    | Namibia                   | 52.28 |       |
| 20   | 2        | 1      | Amy Mbacké Thiam       | Senegal                   | 52.37 |       |
| 21   | 3        | 8      | Omolara Omotoso        | Nigeria                   | 52.38 |       |
| 22   | 3        | 2      | Esther Cremer          | Germania                  | 52.42 |       |
| 23   | 2        | 2      | Agne Šerkšnienė        | Lituania                  | 52.48 |       |
| 24   | 1        | 8      | Patricia Hall          | Giamaica                  | 52.62 |       |

### Finale
| Pos. | Corsia | Nome                   | Nazionalità | Tempo | Note |
| ---- | ------ | ---------------------- | ----------- | ----- | ---- |
|      | 4      | Christine Ohuruogu     | Regno Unito | 49.41 | NR   |
|      | 5      | Amantle Montsho        | Botswana    | 49.41 |      |
|      | 2      | Stephenie McPherson    | Giamaica    | 49.99 |      |
| 4    | 3      | Natasha Hastings       | Stati Uniti | 50.30 |      |
| 5    | 6      | Francena McCorory      | Stati Uniti | 50.68 |      |
| 6    | 7      | Ksenija Ryžova         | Russia      | 50.98 |      |
| 7    | 1      | Novlene Williams-Mills | Giamaica    | 51.49 |      |
| dq   | 8      | Antonina Krivošapka    | Russia      | 49.78 |      |